# Altmünster
Altmünster är en köpingskommun i distriktet Gmunden i förbundslandet Oberösterreich i norra Österrike. Kommunen har 10 076 invånare (2024).
Kommunen består av tio orter (Ortschaften) (inom parentes invånarantal 1 januari 2024):

- Altmünster (4 677)
- Eben (224)
- Ebenzweier (191)
- Eck (612)
- Gmundnerberg (234)
- Grasberg (705)
- Mühlbach (223)
- Nachdemsee (518)
- Neukirchen (2 619)
- Reindlmühl (73)